# ام پی گانش
ام پی گانش (انگلیسی: M. P. Ganesh؛ زادهٔ ۸ ژوئیهٔ ۱۹۴۶) بازیکن هاکی روی چمن اهل راج بریتانیا است.